# Повільний вогонь (розкладання паперу)

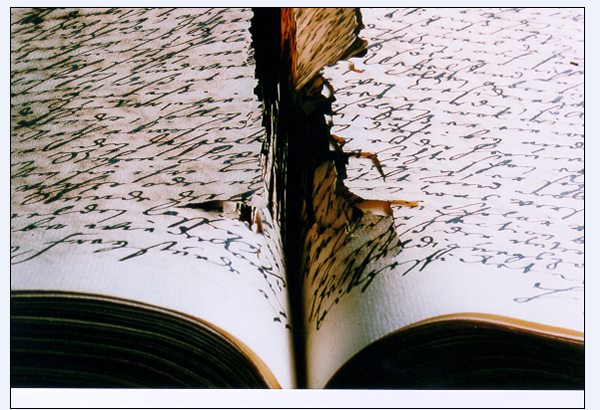
Розкладання паперу через корозію чорнила

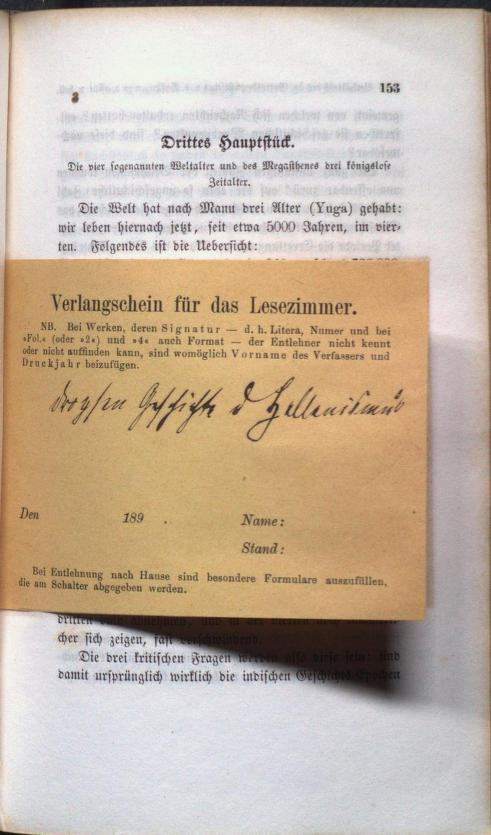
Сторінка книги з вкладишем

Повільний вогонь або розкладання, корозія паперу — віковий розпад паперу, що належить до пов'язаного зі старінням руйнуванням паперу, який часто спричиняється впливом кислот, присутніх у матеріалі (кислотна точковість), але також може бути прискорений зовнішнім впливом.

## Причини через матеріал і процес виробництва (ендогенні)

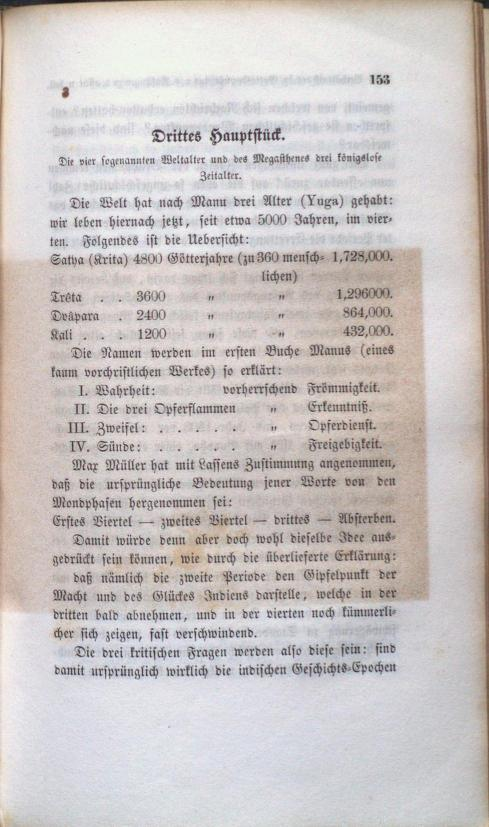
Пошкодження паперу через вставлений кислотний папір

Сьогодні папір набуває структурної стабільності завдяки використанню целюлозних волокон, виготовлених з целюлози. Целюлоза має різну міцність залежно від її походження та обробки. У традиційному виробництві паперу в Європі волокнистий матеріал отримували з ганчір'я, дрантя, шляхом механічного подрібнення і гниття в ямах. Тампонажні млини та голландці забезпечували потрібну довжину волокон під час зневоднення. Папір просочували тваринним клеєм (проклейкою), щоб запобігти витіканню літер. Це робило папір злегка лужним, оскільки цей клей отримували шляхом кип'ятіння відходів бойні, таких як шкіра, кістки та кігті, у лужному середовищі.
У 1807 році дармштадтський аптекар Фрідріх Ілліґ першим замінив тваринний клей сумішшю смоли з сульфатом алюмінію-калію (квасцями). Проклейка стала незалежною від наявності тваринного клею, але папір отримав низьке значення pH через сульфат алюмінію-калію і став кислим. Це було безумовно бажано у виробництві паперу, оскільки ця добавка покращує здатність зв'язувати волокна. Однак, якщо папір зберігається протягом тривалого періоду часу, низьке значення рН призводить до руйнування целюлозних ланцюгів, оскільки вони з'єднані кислоточутливими ацетальними містками; в результаті цього процесу волокниста композиція паперу розпадається. Розпад макромолекул целюлози на менші молекулярні одиниці призводить до зниження гнучкості та стійкості до розриву ураженого паперу.
Наявність кислоти також може спричинити проблеми з папером, виготовленим із ганчірок. Раніше чорнило часто виготовляли з дубильних речовин жовчних яблук  основа на основі залізного купоросу. У випадку старих рукописів це може призвести до тривалого руйнування паперу через корозію чорнила. Кислотне чорнило також руйнує ганчірковий папір.
Використання галуну для прискорення утворення пластівців (флокуляції) дозволило збільшити швидкість і підвищити продуктивність папероробних машин. Понад сто років папір вироблявся машинами з низьким рН. У великих кількостях використовували сульфат алюмінію або галун. Одночасне використання целюлози з відносно короткими волокнами і недостатньо перевареної деревної целюлози призвело до отримання паперу з низькою міцністю на розрив і високим вмістом кислоти. Оскільки переважна більшість паперових виробів, таких як газети, не повинні довго служити, це не вважалося серйозною проблемою.
Сьогодні існують інші системи флокуляції, які дозволяють використовувати карбонат кальцію як наповнювач. Вони утворюють лужний резерв у папері, який запобігає шкідливому ацетальному розщепленню целюлозних ланцюгів, викликаному кислими інгредієнтами паперу.
Сьогодні крейда використовується у великих кількостях як наповнювач для багатьох видів паперу при виробництві паперу. Зараз макулатура містить стільки крейди, що навіть недорогі типи паперу, такі як газети, виготовляються з макулатури в нейтральних або злегка лужних умовах. Тому ці типи паперу є більш стійкими до процесу старіння.
Іншим ендогенним фактором, який може прискорити гниття паперу, є зшивання дротяними скобами (сталевий дріт), яке у разі утворення іржі сприяє руйнуванню прилеглого паперу в зоні згину і тим самим дестабілізації книжкового блоку.

## Зовнішні впливи (екзогенні)

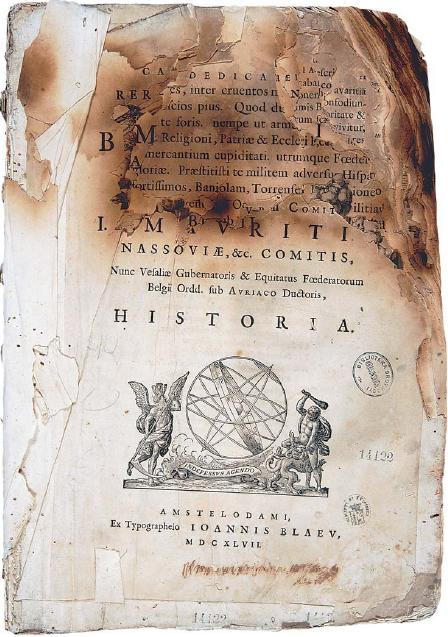
Пошкодження від вогню та часткове пошкодження переходу

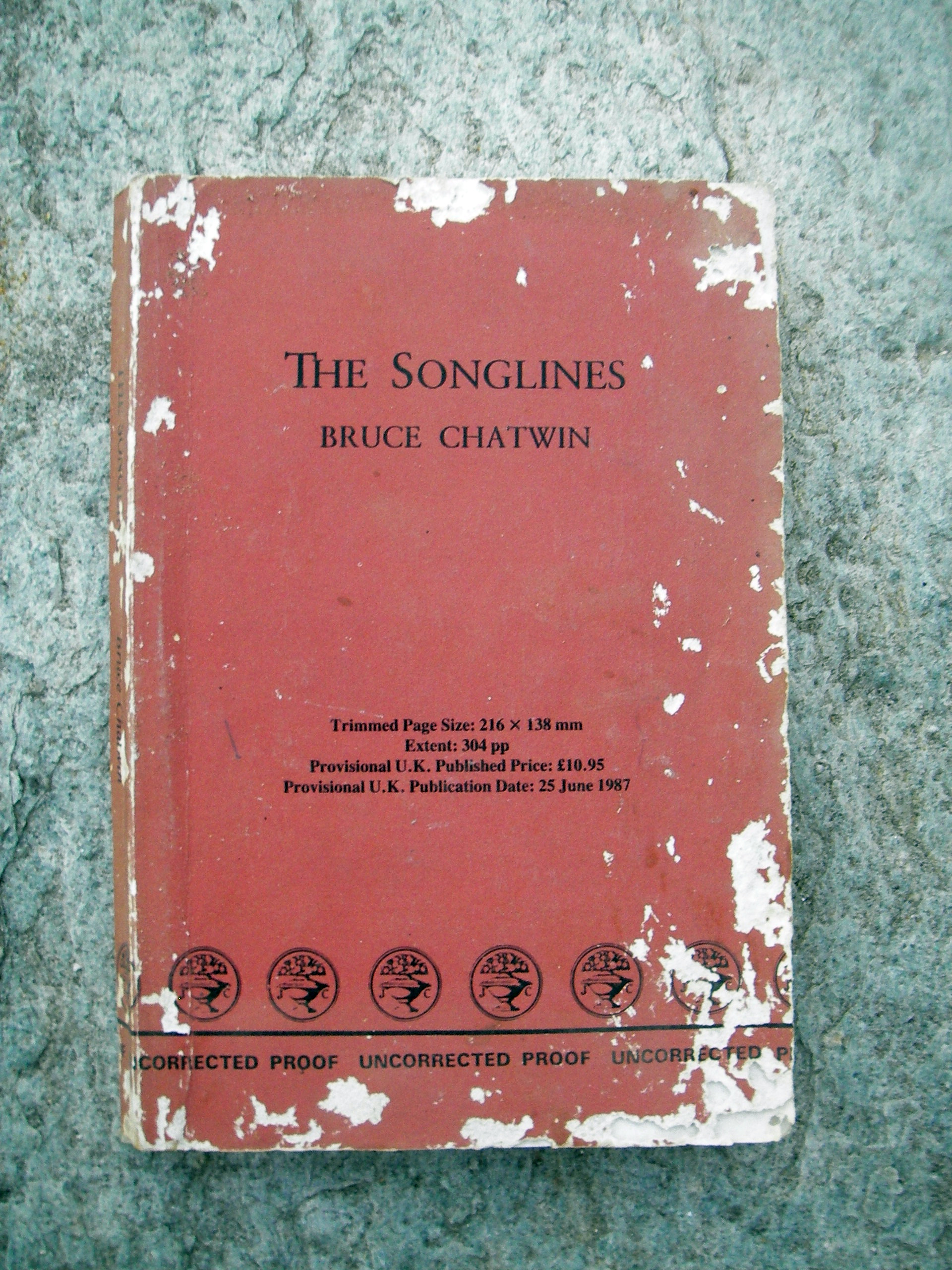
Книгу, яку з'їла срібна рибка

Основними зовнішніми факторами псування паперу є волога, яка сприяє розвитку шкідників (наприклад, плісняви), тепло, яке прискорює старіння паперу, а також всі інші хімічні реакції, і світло. Під час роботи з папером він також може забруднюватися потом. Контакт з іншими кислотними матеріалами, наприклад, папками, виготовленими з кислотних матеріалів, також має негативний вплив. Забруднювачі повітря, такі як формальдегід, оксиди сірки, оксиди азоту або озон, також можуть прискорити розпад паперу. Іншими факторами, що сприяють розпаду паперу, є використання стікерів та клейкої стрічки. Механічні впливи, такі як розгортання книг під великим кутом (наприклад, на 180°), також шкідливі.
Окрім безпосередньої втрати речовини внаслідок дії вогню, частково пошкоджені культурні цінності, виготовлені з паперу, можуть зазнати додаткової подальшої шкоди через термічну деструкцію в перехідних зонах і зміну кольору. Пошкоджені ділянки обвуглюються або втрачають механічну стійкість різного ступеня.

## Лікування
Окрім зараження комахами, наприклад жуками-гризунами (книжковими черв'яками) або паперовими рибками, пошкодженням чорнила та цвіллю, гниття паперу, пов'язане з кислотою, є однією з найбільших проблем для збереження інвентарю в архівах і бібліотеках. Існують різні методи зупинити розкладання, використовуючи тимчасове знекислення або більш складне, назавжди шляхом розколу паперу. Папір, пошкоджений вологою, можна обробити сублімаційним сушінням.

## Стійкий до старіння папір
Термін «стійкий до старіння папір» є відносним, оскільки кожен матеріал схильний до старіння. Це стосується паперу, який містить мало або зовсім не містить речовин, що прискорюють його старіння. Це насамперед кислотні компоненти або компоненти, що виділяють кислоту, а також компоненти, які спричиняють прискорене старіння у вигляді пожовтіння і крихкості під впливом повітря, температури і світла. З часу винаходу Фрідріхом Ґотлобом Келлером у 1841 році паперу з деревної целюлози, який прискорив масовий друк книг у ХІХ столітті, проблема старіння паперу стала центральним питанням для індустріального суспільства.
З 1990-х років виробники паперу та книг, видавці та бібліотекарі все більше усвідомлюють проблему, яку гниття паперу створює для збереження знань в архівах та бібліотеках. Відповідно були висунуті вимоги щодо властивостей стійкого до старіння паперу та його використання, наприклад, «Франкфуртські вимоги щодо використання стійкого до старіння паперу для виготовлення книг». Вимоги до паперу, стійкого до старіння, є, серед іншого, у DIN EN ISO 9706 визначено.